# Alma folkhögskola
Alma folkhögskola är en svensk folkhögskola i Liljeholmen i Stockholm som fram till årsskiftet 2024 även hade en filial i Handen, Haninge kommun.
Initiativet till skolan uppkom utifrån behovet av fler utbildade ledare inom Studieförbundet Vuxenskolan (SV) på 1970-talet. Många förtroendevalda inom SV hade gått föreningskurser på Lantbrukarnas Riksförbunds (LRF) kursgård Sånga-Säby och detta sågs som en möjlig plats att förlägga en egen folkhögskola vid. I mars 1979 beviljade regeringen statsbidrag för Sånga-Säby folkhögskola och skolan började sin verksamhet på kursgården höstterminen 1980. 1995 flyttade folkhögskolan till Liljeholmen och bytte då namn till Alma folkhögskola.
På skolan bedrivs allmän kurs på grund- och gymnasienivå, kurs för personer med afasi , Studiemotiverande folkhögskolekurs (SMF), kursen Ny i Sverige, Etableringskurs samt projektet "Fast Care of Folkbildningen". Sedan 2016 bedrivs också undervisning i Svenska för invandrare (SFI) i Göteborg och Borås.
Alma folkhögskolas huvudman är Alma folkhögskoleförening som består av Afasiförbundet, Bygdegårdarnas Riksförbund, Centerpartiet, Centerpartiets Ungdomsförbund, Liberalerna, Förbundet Vi Unga, Hushållningssällskapet, Jägarnas Riksförbund, Lantbrukarnas Riksförbund, Studieförbundet Vuxenskolan, Sveriges Hembygdsförbund och SPF Seniorerna.
Alma folkhögskola erhöll 12,7 miljoner kronor i statsbidrag under 2022. Rektor för Alma folkhögskola år 2023 är Mona Sonelius.